# Колычево (Нижегородская область)
Колычево — село в Лысковском районе Нижегородской области. Входит в состав Кисловского сельсовета.

## География
Село расположено на правобережье Волги, в 76 км к юго-востоку от Нижнего Новгорода. Ближайшие населённые пункты — Сёмово (1 км), Брюханово (2,5 км), Егорьевское (4 км), Нива (8 км). Село находится на левом берегу Кирилки.

## История
Описывая село в 1853 году, П. И. Мельников говорил:

Село Колычево… дома из соснового леса, покупаемого в Работках…
. Раньше здесь была барская усадьба, потом в усадьбе устроили клуб, а позже и он сгорел, остался лишь сиреневый сад.

## Население
На 50 % потомственные жители села Колычево, остальные приезжие. В настоящее время лишь в одном доме проживают на постоянной основе, прочие жители приезжают на летний сезон.
| 2002 | 2010 |
| ---- | ---- |
| 12   | ↘8   |

## Инфраструктура
В селе одна улица (Дачная), около 40 домов.

## Достопримечательности
В Колычеве была деревянная церковь во имя Святителя и Чудотворца Николая, однако здание, которое она прежде занимала, в середине 1970-х годов сгорело; сейчас на месте церкви находится часовня, а по соседству с ней располагается дом.